# Хара-Нур (Монголія)
Хара-Нур або Хар-Нуур (монг. Хар нуур, укр. Чорне озеро) — прісноводне озеро, розташоване у Західній Монголії в Улоговині Великих Озер. Воно є частиною групи озер, які були в складі великого доісторичного озера, яке  5,000 років тому розпалося на кілька озер, через посушливість клімату.
З'єднано протоками з озерами Хара-Ус-Нур і Дурген-Нуур. З озера витікає річка Теел і впадає до річки Завхан (впадає до озера Айраг-Нур, з'єднано протокою із Хяргас-Нур). Береги низькі, переважно пустельні.